# Barbuda
Barbuda és una illa del Carib, que forma part de l'estat d'Antigua i Barbuda. Rep el seu nom de la presència de plantes que pengen de les branques dels arbres que semblen barbes. Té uns 1.500 habitants la majoria dels quals viuen a Codrington. Té una superfície de 160,56 km², i un clima tropical marítim amb poca variació estacional de les temperatures.

## Geografia

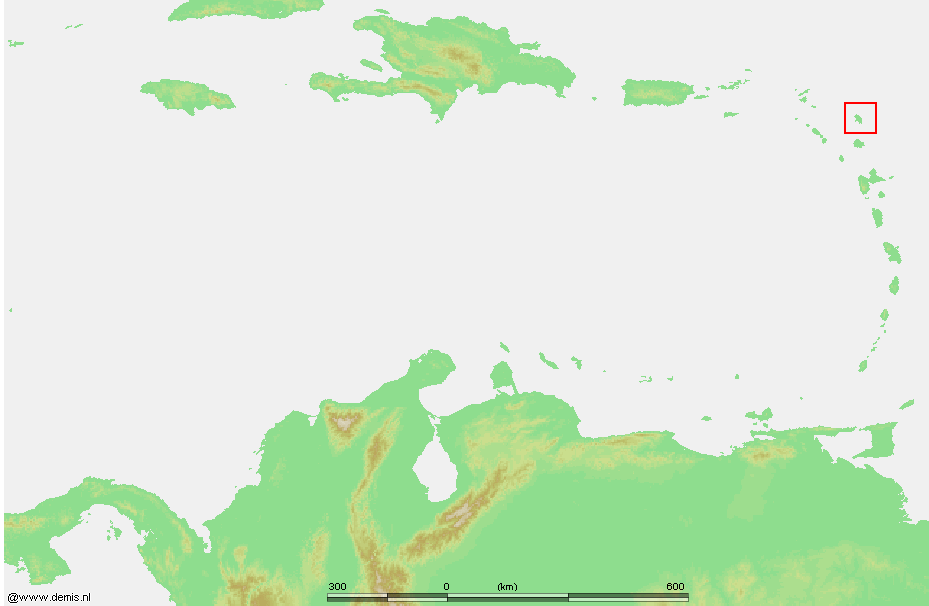
Localització de Barbuda al Carib

Barbuda es troba al nord d'Antigua, mentre que al sud hi ha les illes de Montserrat i Guadaloupe; i al nord i oest Nevis, St. Kitts, Saint-Barthélemy, i Sant Martí.
L'illa té 160.56 km² i la capital i ciutat més poblada és Codrington. És majoritàriament plana, amb una elevació màxima de tan sols 38 m.
Barbuda acull un santuari de fregates a la llacuna Codrington.

## Història
Els amerindis ciboney van ser els primers a habitar l'illa cap a 2400 aC, però els arawak i indis caribs ja hi eren quan Cristòfor Colom hi desembarcà en el seu segon viatge de 1493. Els primers assentaments espanyols i francesos foren succeïts per una colònia britànica a partir de 1666. El 1685 Barbuda va ser cedida als germans Christopher i John Codrington, que fundaren la ciutat de Codrington. Els Codrington també transportaren esclaus africans per a l'explotació de canya de sucre a Antigua. Durant la dècada de 1740 hi va haver diverses revoltes d'esclaus a Codrington, en què es van aixecar contra els administradors. Durant un temps va ser emprada pels Codringtons com a "guarderia" pels esclaus. En 1719 s'hi va fer el primer cens, tant de persones com d'animals. Tots els esclaus van ser alliberats el 1834. El 1860 l'illa va deixar de ser posesió privada per esdevenir part de l'illa britànica d'Antigua. Tota la terra de l'illa era comunitaria (situació que va persistir fins al 1981 quan es van formar parcel·les).
El 1967 fou inclos en l'estat associat d'Antigua-Barbuda. Barbuda va reclamar mantenir l'estatus colonial o alternativament la independència separada. Les negociacions es van allargar i el 1976 l'estat va concedir un Consell Insular de 9 membres a Barbuda amb una autonomia limitada. El Consell va començar a actuar el 1977 sota un president designat pel partit de govern a l'estat, el Partit Laborista d'Antigua i Barbuda (Antigua and Barbuda Labour Party, ABLP), guanyador de les eleccions (el candidat local, Arthur Nibbs, fou derrotat).
Les demandes de l'illa de més autogovern o de retorn a la situació de colònia britànica, van retardar la independència de Antigua-Barbuda fins al 1981. Després de les eleccions de 1979, guanyades pel partit local Moviment Popular de Barbuda (Barbuda People's Movement, BMP) en aquest any i fins al 1985 el consell fou presidit per Thomas Hilbourne Frank del BMP, un mestre d'escola i enginyer electrònic.
Des del 1978 l'illa va poder designar un representant al Parlament, que fou el pescador i botiguer Eric Burton (1978-1989). El 1981 l'illa (el Consell Insular) va rebre amplies competències internes excepte en terres i seguretat interna.
El 1985 Arthur Nibbs, també del BMP i que des de 1984 era el cap de l'oposició d'Antigua, va substituir Frank, sense majoria absoluta. Va renovar el càrrec en les eleccions de 1987 amb majoria absoluta. El 1988 Arthur Nibbs va fundar el Moviment de Independència de Barbuda (Barbuda Independence Movement, BIM), per reclamar la plena independència; va seguir com a cap de l'oposició de l'estat fins al 1989 quan el seu BIM va rebre una seriosa derrota electoral en les eleccions insulars i va haver de deixar pas de nou a Thomas Frank que va obtenir els 9 escons de l'illa i la va governar fins al 1997 sent reelegit en cada elecció. A les eleccions de l'estat de 1989 a més a més, Frank fou elegit com a representant insular en el lloc de Burton.
Nibbs va retornar el govern el 1997 sent ja altre cop membre del BPM; fou reelegit el 1999. A les eleccions de 2001 la presidència insular va passar a Fabian Jones, reelegit el 2003, al que va seguir (el 2006) Randolph Beazer (amb uns mesos de interinitat entremig de Lincoln Burton de finals de 2005 a gener del 2006). El 2008 Jones va tornar a la presidencia fins al març del 2009. A les eleccions de 2009 la presidència fou per Kelvin Punter, sent el darrer president pertanyent al BPM, després de 34 anys al poder.
A les eleccions de 2013 va obtenir la presidència Nibbs, que ara era membre del Partit Laborista d'Antigua i Barbuda (Antigua and Barbuda Labour Party). El 2015 la presidència fou per David Shaw i el 2017 per Knacyntar Nedd, primera dona presidente del consell, tots del Partit Laborista d'Antigua i Barbuda.
Need va haver de donar pas a Wade Burton el maig del 2018, amb el que el BPM retornava al poder.
El 6 de setembre de 2017 l'huracà Irma va deixar l'illa incomunicada i pràcticament arrasada.

### Banderes
La bandera del Consell insular es vermella, verda i groga amb la figura en negre de l'ocell "frigatebird" propi de l'illa i sobretot del llac de Codrington. L'ocell se situa davant un disc que representa el sol i té el pap de color vermell.
La bandera tradicional i simple del BPM és verda amb les sigles en groc en diferents tipus de lletres.
El simbol del partit és el cap d'un cérvol; la Joventut del partit utilitza abundament el cérvol en draps, samarretes, gorres, etc. generalment en colors naturals sobre fons groc o verd o en blanc sobre fons verd; aquestes banderes porten les sigles BPM i l'identificatiu Youth Group o Youths. A les eleccions dels darrers anys, el candidat Treword Walker (que va enfrontar a Nibbs en la elecció a representant de Barbuda al Parlament de l'estat i per dues vegades el va guanyar, una per mitja dotzena de vots després de haver empatat en la primera votació, i la segona per un sol vot) inscriu el seu nom a les bandes verdes, sota del qual hi ha una silueta del cap de cérvol en groc i sota d'aquest darrer el nom complet del partit 